# Anacampserotaceae
Anacampserotaceae är en familj av tvåhjärtbladiga växter. Anacampserotaceae ingår i ordningen nejlikordningen, klassen tvåhjärtbladiga blomväxter, fylumet kärlväxter och riket växter. Enligt Catalogue of Life omfattar familjen Anacampserotaceae 41 arter. 
Kladogram enligt Catalogue of Life:
| Anacampserotaceae | \| \| Anacampseros \| \| \| \| \| \| Avonia \| \| \| \| \| \| Grahamia \| \| \| \| |
|                   | \| \| Anacampseros \| \| \| \| \| \| Avonia \| \| \| \| \| \| Grahamia \| \| \| \| |
|                   | Anacampseros                                                                       |
|                   |                                                                                    |
|                   | Avonia                                                                             |
|                   |                                                                                    |
|                   | Grahamia                                                                           |
|                   |                                                                                    |

## Bildgalleri

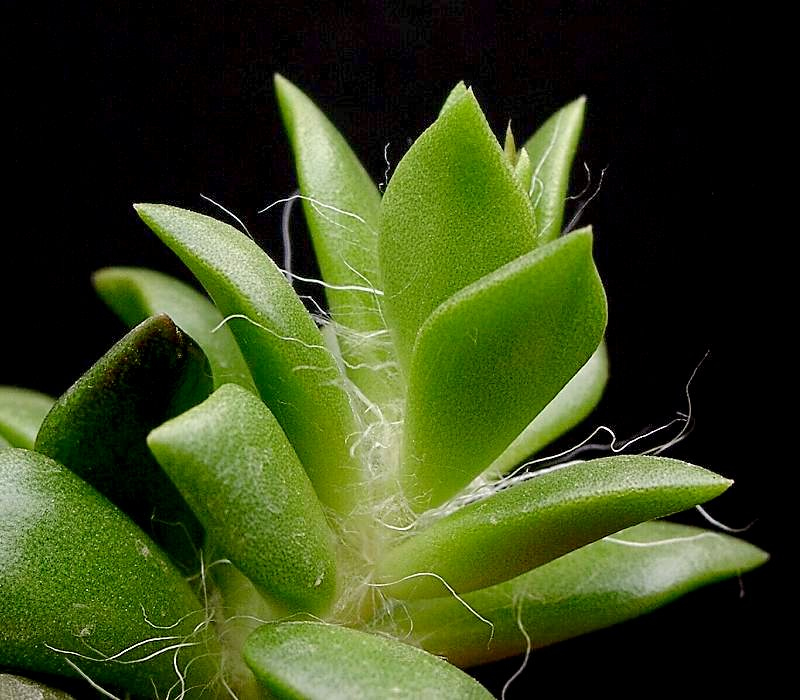
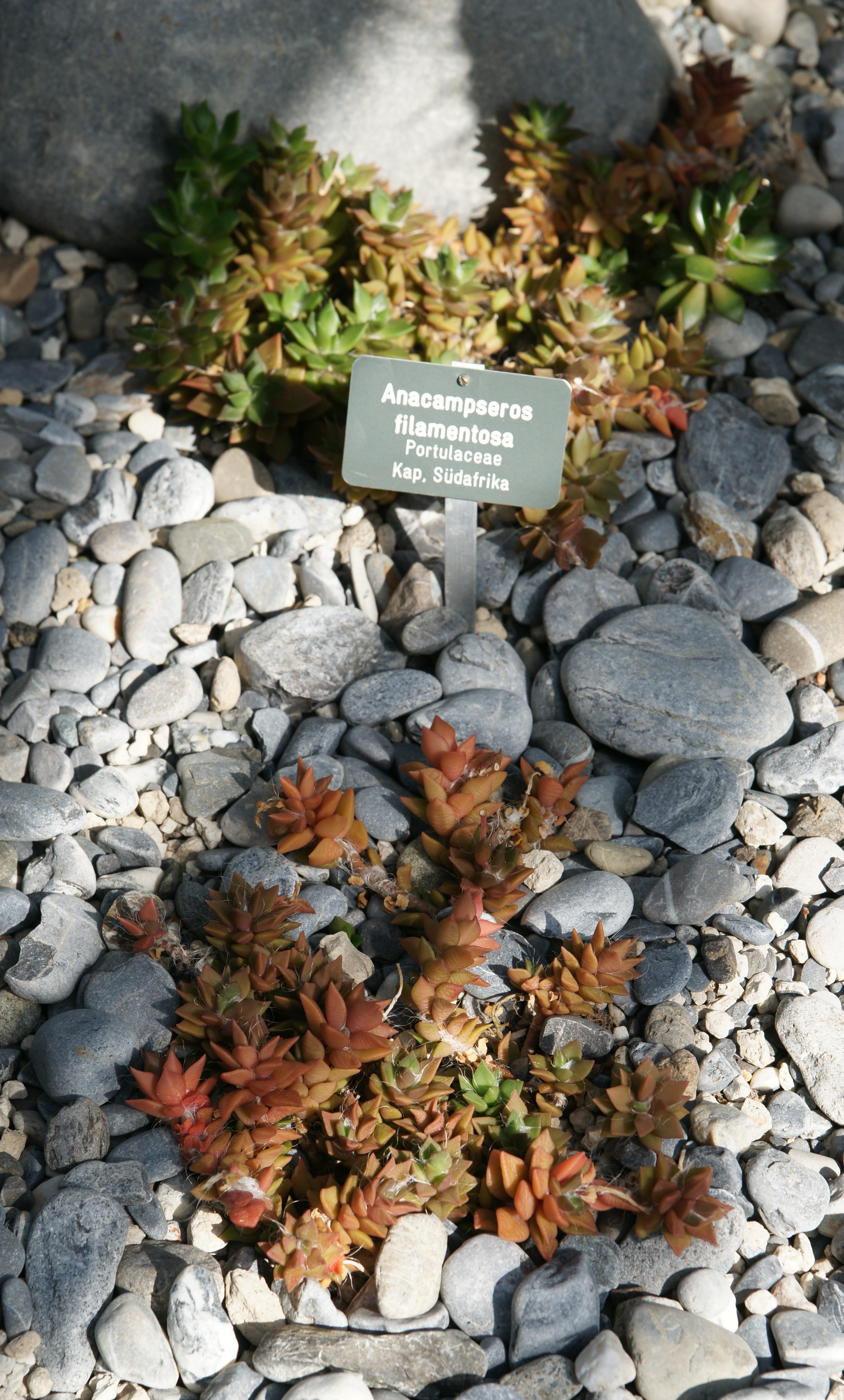
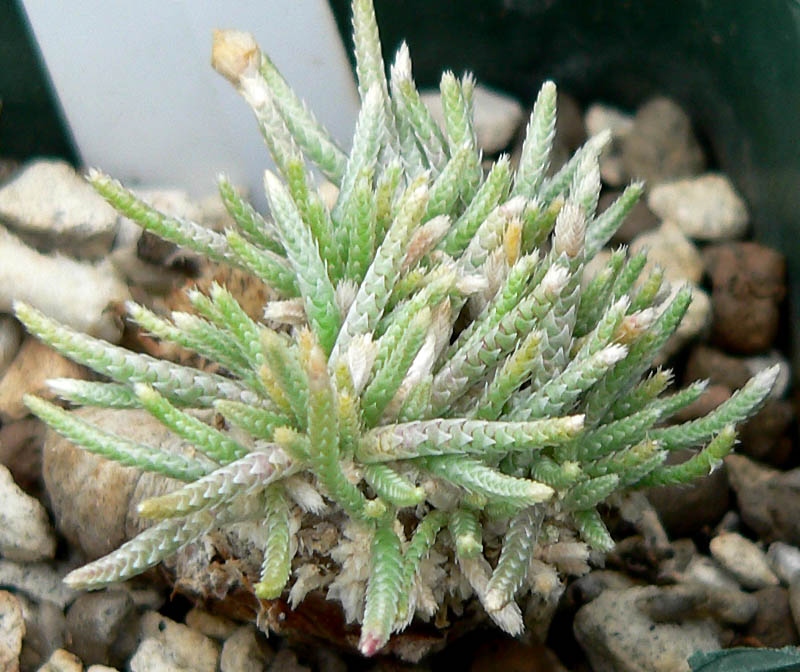
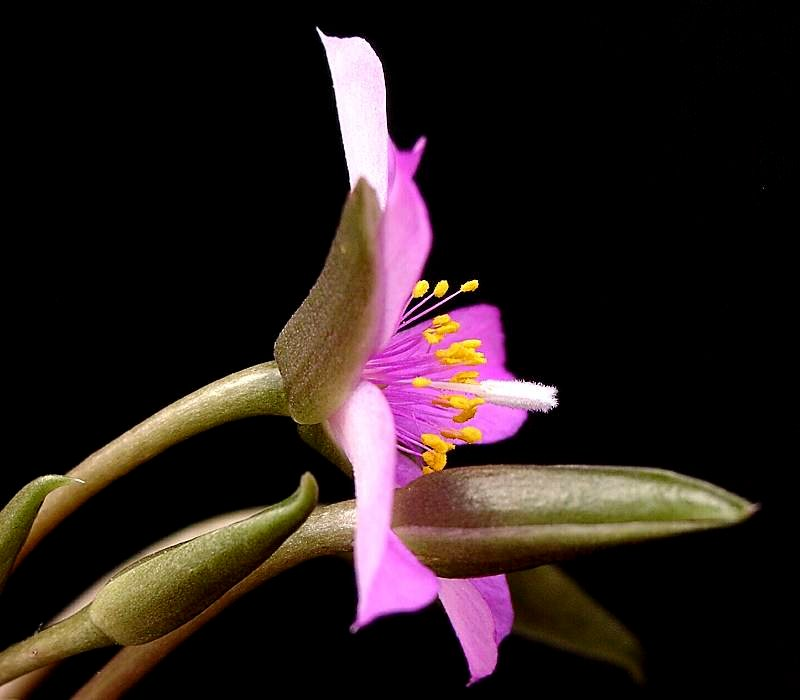